# زمین‌لرزه ۱۳۹۲ بلوچستان
زمین‌لرزه بلوچستان  در تاریخ ۲۴ سپتامبر ۲۰۱۳ میلادی، برابر با ‎۲ مهر ۱۳۹۲، ساعت ۱۱:۲۹ به وقت جهانی در پاکستان، منطقه بلوچستان رخ داد. بزرگی آن ۷٫۷ در مقیاس Mw اعلام شده‌است. زمین‌لرزه به وقت محلی در روز سه شنبه، ساعت ۱۶:۲۹ روی داده و منطقه زمانی آن یوتی‌سی +۴ بوده‌است.
زلزله در عمق ۲۰ کیلومتری زمین بوده است. این زمین‌لرزه باعث بالا آمدن بستر دریا در نقطه‌ای شد که در پی آن یک جزیره شبیه یک کوه در فاصله ۶۰۰ متری ساحل در دریای مکران ایجاد شد.